# 伍家朗
伍 家朗（ご かろう、アンガス・ウン・カロン、英語: Angus Ng Ka Long、1994年6月24日 - ）は、香港の男子バドミントン選手。BWF世界ランキング最高位は6位。

## 経歴
ジュニア時代までは、李晋熙とのペアで男子ダブルスをメインでプレーしていた。2018年の世界ジュニア選手権で優勝している。
2016年の香港オープンで優勝。ホームで優勝した初の香港の男子シングルス選手となった。